# كان إردم
كان إردم (بالتركية: Can Erdem)‏ هو لاعب كرة قدم تركي في مركز الهجوم، ولد في 8 يونيو 1987 في إسطنبول في تركيا. شارك مع منتخب تركيا تحت 21 سنة لكرة القدم. أما مع النوادي، فقد لعب مع آلتاي إزمير ودينيزلي سبور وعثمانلي سبور وكارسياكا وكوجالي سبور ومرسين إيدمانيوردو ونادي بشكتاش.

## وصلات خارجية
- كان إردم على موقع اتحاد تركيا (لاعب) (الإنجليزية)
- كان إردم على موقع قاعدة بيانات كرة القدم.إي يو (الإنجليزية)
- كان إردم على موقع Soccerway.com (الإنجليزية)
- كان إردم على موقع عالم كرة القدم.نت (الإنجليزية)